# Ramón Solé Valdivia

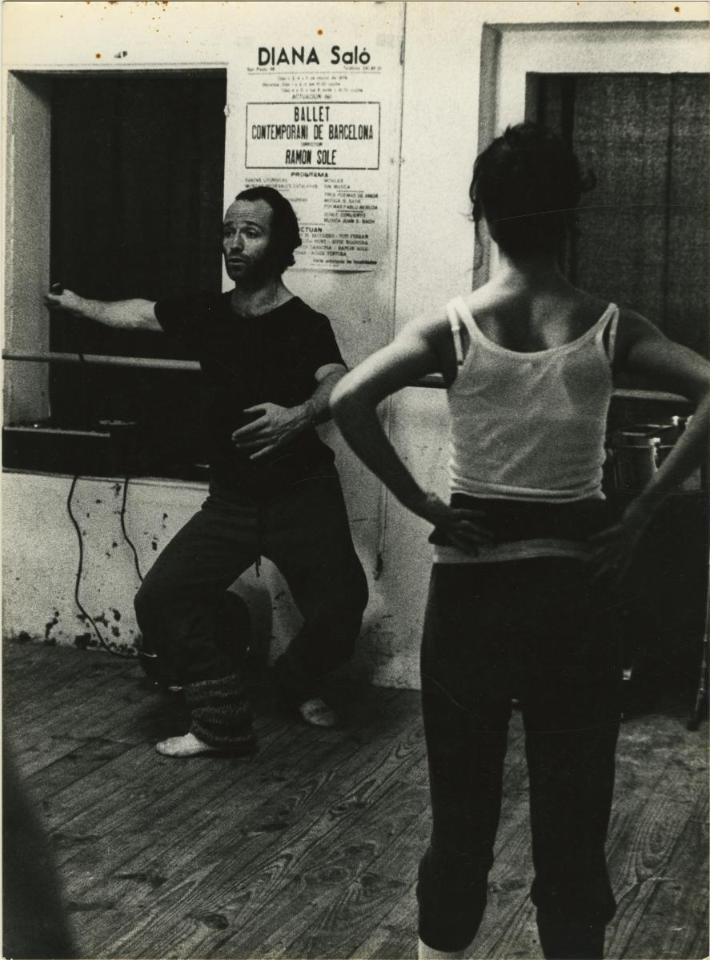
Ramón Solé ensayando con una bailarina.

Ramón Solé i Valdívia (Cartagena, Murcia, 1938 - Barcelona, 3 de marzo de 1997), fue un bailarín y coreógrafo, fundador del Ballet Contemporáneo de Barcelona y creador de su propia compañía y escuela de danza, en activo hasta su muerte en 1997. En 1954, Ramón Solé se trasladó con su familia a La Rochelle (Francia) donde empezó a estudiar en el Conservatorio Municipal de Música y Danza con la conocida profesora Colette Milner. Dos años después debutó como solista en la compañía francesa Ballet des Étoiles de París, dirigida por Milorad Miskovitch e Irena Lidové. Entre 1958 y 1959, Ramón Solé fue solista y primer bailarín en el Grand Teatro de Burdeos de La Rochelle. 
La época de esplendor de este gran bailarín empezó en 1964, cuando combinó su actividad de bailarín con la de coreógrafo. Solé i Valdívia realizó su primera coreografía Improvissacio I. A partir de este momento, Solé creó importantes coreografías que se estrenaron en diversas ciudades internacionales como París, Basilea, Cannes, Bonn, Nápoles, etc. En esta etapa, Solé fue discípulo de Juan Magriñá, coreógrafo catalán. Así pues, Solé fue bailarín del Gran Teatro del Liceo de Barcelona.  Allí interpretó obras como Gaviotas de Juan Magriñá y Evocación, entre otras. Después de su debut en el Liceo, Solé decidió volver a Francia donde creó el festival Le Paris Festival Ballet donde participaron artistas internacionales de danza como Marianna  Hilarides y Philip Salem. Cabe decir que este festival se compuso de obras de grandes músicos y coreógrafos contemporáneos como Serge Lifar, Heinz Poll, George Reich y, por supuesto, Milorad Miskovitch.  
Entre 1954 y 1974, Solé colaboró en diferentes compañías, giras artísticas y bailó los primeros papeles tanto del repertorio clásico como creando nuevos personajes en obras de coreógrafos actuales. En 1973, el coreógrafo y bailarín catalán sufrió una lesión muy grave en la pierna que hizo que este se apartase un poco de la danza. Así fue como Solé decidió dedicarse a ser profesor de danza clásica en el Instituto del Teatro de Barcelona. En 1975, Solé creó el Ballet Contemporáneo de Barcelona, que es hasta la fecha, la compañía más veterana del panorama de la danza moderna de nuestro país. Desgraciadamente, en 1976 se produce una escisión por desavenencias en el Ballet Contemporáneo de Barcelona. Este pasa a las manos de Amèlia Boluda, Anselm J. Garcia y Dinora Valdívia. Mientras tanto, Solé crea la Compañía de Danza de Barcelona "Ramón Solé" en la que entre sus alumnas tendrá a la famosa bailarina Aixa Guerra. En esta compañía, Solé pone en práctica la combinación de una línea neoclásica con la línea experimental que empezó a trabajar en el Ballet Contemporáneo de Barcelona. En 1978, Televisión Española contrata a Ramón Solé para actuar con diferentes nombres de actuaciones en la producción La Danza. Seguidamente, se harán otras ediciones del mismo programa en las que también contarán con este magnífico bailarín.   
Entre 1977 y 1979, Solé estrenó su último y más conocido trabajo La Danza de la Muerte (1978) en el Salón Tinell de Barcelona junto a Sílvia Munt. La Danza de la Muerte (1978) está compuesta por una coreografía suya realizada con la música de Wolfgang Amadeus Mozart -Réquiem K.626- y sobre textos medievales de Enrich Hortembach. Otras de las obras que dieron éxito a Solé fueron: Tot l'enyor d'un passat, Carmen, L'Adeu, Prélude à l'áprès-midi d'un faune, Dances Litúrgiques, Tres poemes d'amor, Romeo i Julieta, Tango, etc.      
Finalmente, el 3 de marzo de 1997, Ramón Solé muere de cáncer después de haber estado luchando cinco años para combatirlo justo en el momento en que estaba trabajando con su querida amiga Jannick Niort en el ballet que se llamaría Nikinsky le clown de Dieu. Así pues, el trabajo no pudo llevarse a cabo. No obstante, Ramón Solé siempre será recordado por sus grandes obras y por su entrañable vocación por la danza, no solo en su escuela de danza Centro de Danza Ramón Solé sino también en todo el mundo artístico, tanto nacional como internacional.   
Cabe decir que entre 2002 y 2021, Joan Ramon Canals, el administrador de Ramon Solé, hizo cuatro donaciones en las que se hallaban materiales representativos de la actividad artística del famoso bailarín y coreógrafo. Dicho material fue donado al Centro de Documentación y Museo de las Artes Escénicas de Barcelona. 